# James Hannington
El Obispo James Hannington, (nació en Hurstpierpoint en Sussex, Inglaterra el 3 de septiembre de 1847 y falleció en África el 29 de octubre de 1885) fue un misionero anglicano, santo y mártir.

## Historia
Fue enviado por la Church Missionary Society en 1883 para hacerse cargo de la cadena de misiones que iba formándose en el este de África y decidió emprender la ruta de Thomson desde la costa. El misionero MacKay, ya instalado en Buganda en la corte de Mwanga y conocedor de las atrocidades que estaban aconteciendo, trató de avisarle infructuosamente del gran peligro que corría; en Buganda existía la leyenda de que un día el país sería invadido por extranjeros que vendrían por el este. Tan pronto como Mwanga supo del avance del Obispo dio órdenes de que lo detuvieran y le dieran muerte.  Hannington apenas había llegado a la ribera nororiental del lago Victoria cuando las tribus del lugar lo asesinaron y destruyeron su caravana por completo.